# Charisma Carpenter

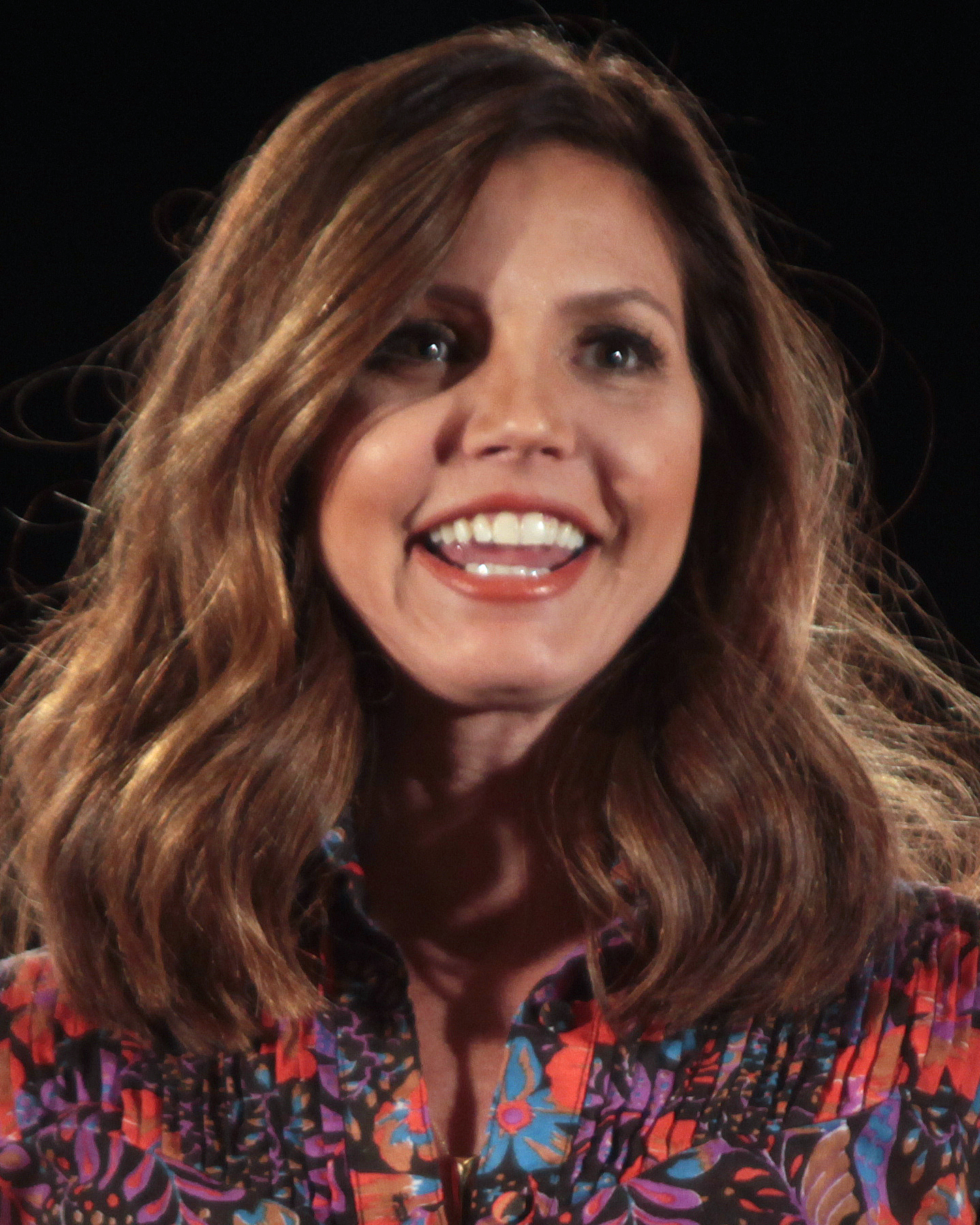
Charisma Carpenter (2015)

Charisma Lee Carpenter (* 23. Juli 1970 in Las Vegas, Nevada) ist eine US-amerikanische Schauspielerin.

## Leben
Bereits im frühen Alter von fünf Jahren begann Carpenter, klassisches Ballett zu tanzen. Als Jugendliche nahm sie an mehreren kleineren Schönheitswettbewerben teil. 1991 war sie NFL Cheerleader bei den San Diego Chargers.
Ein Werbeagent entdeckte Carpenter während ihrer Collegezeit beim Kellnern in einem Restaurant in Los Angeles. Später war sie in mehr als zwanzig Werbespots zu sehen. Ihre erste kleine Fernsehrolle spielte sie neben David Hasselhoff in der Serie Baywatch – Die Rettungsschwimmer von Malibu. Bekannt wurde sie in der Rolle der Cordelia Chase in der Serie Buffy – Im Bann der Dämonen beziehungsweise dem Buffy-Spin-off Angel – Jäger der Finsternis. Nach ihrem Ausstieg bei Angel war sie in mehreren Folgen der Alicia-Silverstone-Serie Kate Fox & die Liebe sowie 2004 in drei Episoden der Serie Charmed – Zauberhafte Hexen zu sehen. Anschließend wirkte sie – wie Buffy-Kollegin Alyson Hannigan – in der Serie Veronica Mars mit. 2010 war Carpenter zusammen mit Sylvester Stallone, Jason Statham, Jet Li, Dolph Lundgren und Mickey Rourke im Film The Expendables sowie 2012 in dessen Fortsetzung The Expendables 2 zu sehen.
Im Jahr 2004 posierte Carpenter für die US-Ausgabe des Playboy.

## Persönliches
Von Oktober 2002 bis Juli 2008 war sie mit Damian Hardy verheiratet. Der gemeinsame Sohn kam im März 2003 zur Welt. Aufgrund ihrer unvorhergesehenen Schwangerschaft mussten die Drehbücher der vierten Angel-Staffel stark überarbeitet werden.

## Filmografie (Auswahl)
- 1994: Baywatch – Die Rettungsschwimmer von Malibu (Baywatch, Fernsehserie, Folge 5x05)
- 1995: Josh Kirby… Time Warrior: Chapter 1, Planet of the Dino Knights
- 1995: Josh Kirby… Time Warrior: Chapter 2, The Human Pets
- 1995: Das Leben und Ich (Boy Meets the World, Fernsehserie, Folge 3x10)
- 1996: Josh Kirby… Time Warrior: Chapter 6, Last Battle for the Universe
- 1996: Malibu Beach (Malibu Shores, Fernsehserie, 10 Folgen)
- 1996–1999: Buffy – Im Bann der Dämonen (Buffy the Vampire Slayer, Fernsehserie, 57 Folgen)
- 1999: Hey Arnold! (Zeichentrickserie, eine Folge, Synchronstimme)
- 1999–2004: Angel – Jäger der Finsternis (Angel, Fernsehserie, 90 Folgen)
- 2001: The Groomsmen – Die Chaotenhochzeit (The Groomsmen)
- 2001: Strange Frequency (Fernsehserie, Folge 1x12)
- 2003: See Jane Date (Fernsehfilm)
- 2003–2004: Kate Fox & die Liebe (Miss Match, Fernsehserie, 4 Folgen)
- 2004: Like Cats and Dogs (Fernsehfilm)
- 2004: Charmed – Zauberhafte Hexen (Charmed, Fernsehserie, 3 Folgen)
- 2004: Lady Cops – Knallhart weiblich (The Division, Fernsehserie, Folge 4x14)
- 2004: LAX (Fernsehserie, Folge 1x09)
- 2005–2006: Veronica Mars (Fernsehserie, 11 Folgen)
- 2007–2011: Greek (Fernsehserie, 4 Folgen)
- 2006: Flirting with Danger (Fernsehfilm)
- 2006: Voodoo Moon (Fernsehfilm)
- 2006: Cheaters' Club (Fernsehfilm)
- 2006: Relative Chaos (Fernsehfilm)
- 2008: Back to You (Fernsehserie, Folge 1x06)
- 2008: Big Shots (Fernsehserie, 2 Folgen)
- 2008: CSI: Vegas (CSI: Crime Scene Investigation, Fernsehserie, Folge 9x19 Tragödie der Wahrscheinlichkeit)
- 2009: Legend of the Seeker – Das Schwert der Wahrheit (Legend of the Seeker, Fernsehserie, Folge 2x01)
- 2010: House of Bones (Fernsehfilm)
- 2010: The Expendables
- 2010: The Lost Island
- 2010: Psychosis
- 2011: Deadly Sibling Rivalry (Fernsehfilm)
- 2011: Burn Notice (Fernsehserie, Folge 5x11)
- 2011: Supernatural (Fernsehserie, Folge 7x05)
- 2011: Obsession (Fernsehfilm)
- 2011: Crash Site (Fernsehfilm)
- 2012: The Expendables 2
- 2012: Haunted High (Fernsehfilm)
- 2012–2013: The Lying Game (Fernsehserie, 20 Folgen)
- 2013: Doorway to Heaven
- 2013: Blue Bloods – Crime Scene New York (Blue Bloods, Fernsehserie, Folge 4x06)
- 2014: Sons of Anarchy (Fernsehserie, Folge 7x12)
- 2015: Street Level
- 2015: Bound – Gefangen im Netz der Begierde (Bound)
- 2015: A Horse Tale
- 2015: Scream Queens (Fernsehserie, Folge 1x03)
- 2016: Chicago P.D. (Fernsehserie, 2 Folgen)
- 2016: Lucifer (Fernsehserie, Folge 2x05)
- 2016: Girl in Woods
- 2016: Mommy’s Secret
- 2017: Criminal Minds: Beyond Borders (Fernsehserie, Folge 2x12)
- 2018: Mail Order Monster – Mein neuer bester Freund (Mail Order Monster)
- 2018: The Griddle House
- 2019: Pegasus – Das Pferd mit den magischen Flügeln (Pegasus: Pony With A Broken Wing)
- 2019: 9-1-1: Notruf L.A. (9-1-1, Fernsehserie, Folge 2x18)
- 2019: Nick für ungut (No Good Nick, Fernsehserie, Folge 2x07)
- 2021: The Good Father: The Martin MacNeill Story (Fernsehfilm)
- 2022: Der Denver-Clan (Dynasty, Fernsehserie, Folge 5x17)